# Jatropha conzattii
Jatropha conzattii är en törelväxtart som beskrevs av J.Jiménez Ram.. Jatropha conzattii ingår i släktet Jatropha och familjen törelväxter. Inga underarter finns listade i Catalogue of Life.